# Wales (Dakota del Nord)
Wales és una població dels Estats Units a l'estat de Dakota del Nord. Segons el cens del 2000 tenia 30 habitants.

## Demografia
Segons el cens del 2000, Wales tenia 30 habitants, 18 habitatges, i 7 famílies. La densitat de població era de 48,3 hab./km².
Dels 18 habitatges en un 5,6% hi vivien nens de menys de 18 anys, en un 33,3% hi vivien parelles casades, en un 5,6% dones solteres, i en un 61,1% no eren unitats familiars. En el 50% dels habitatges hi vivien persones soles el 22,2% de les quals corresponia a persones de 65 anys o més que vivien soles. El nombre mitjà de persones vivint en cada habitatge era d'1,67 i el nombre mitjà de persones que vivien en cada família era de 2,43.
Per edats la població es repartia de la següent manera: un 6,7% tenia menys de 18 anys, un 10% entre 18 i 24, un 13,3% entre 25 i 44, un 30% de 45 a 60 i un 40% 65 anys o més.
L'edat mediana era de 56 anys. Per cada 100 dones de 18 o més anys hi havia 154,5 homes.
La renda mediana per habitatge era de 15.000 $ i la renda mediana per família de 30.000 $. Els homes tenien una renda mediana de 26.250 $ mentre que les dones 0 $. La renda per capita de la població era d'11.986 $. Cap de les famílies i el 28,6% de la població estaven per davall del llindar de pobresa.

## Poblacions més properes
El següent diagrama mostra les poblacions més properes.